# Jon Hassler
Jon Hassler (30 de marzo de 1933 - 20 de marzo de 2008) fue un escritor y profesor estadounidense conocido por sus novelas sobre la vida rural en Minnesota. Ocupó los cargos de profesor emérito y escritor en residencia en el College of Saint Benedict and Saint John's University de Collegeville, Minnesota.

## Biografía
Jon Hassler nació en Minneapolis, pero pasó sus años formativos en los pequeños pueblos de Minnesota de Staples and Plainview, donde se graduó de la escuela secundaria. Recibió su Licenciatura en Artes y en idioma inglés en 1955. Mientras se dedicaba a la enseñanza del inglés, en tres escuelas diferentes de Minnesota, obtuvo su Maestría en Artes en la Universidad de Dakota del Norte en 1960. Continuó enseñando en educación secundaria hasta 1965, cuando comenzó su carrera como docente universitario, en el Central Lakes College y finalmente en el municipio de Collegeville, donde se convirtió en el escritor en residencia en el año 1980 en la St. John's University.
Durante sus años de enseñanza secundaria, Hassler se casó y tuvo tres hijos. Su primer matrimonio duró 25 años. Tuvo dos matrimonios más y el último fue con Gretchen Kresl Hassler.
En 1994, Hassler fue diagnosticado de parálisis supranuclear progresiva, una enfermedad similar a la de Parkinson. Esto le causó problemas de visión y el habla, así como dificultad para caminar, pero fue capaz de seguir escribiendo. Según se informó, habría terminado una novela unos días antes de su muerte, a la edad de 74 años, en el Hospital Metodista de San Louis Park, Minnesota.
El Teatro Jon Hassler de Plainview, Minnesota, fue nombrado así en su honor.

## Obras
Gran parte de la ficción de Hassler involucra personajes en lucha con los cambios de sus vidas o la búsqueda de un propósito central. Muchos de sus personajes principales son católicos  y con frecuencia sus novelas exploran el papel que la vida rural desempeña en la configuración o limitación del potencial humano.
En sus novelas hay algunos personajes recurrentes, como Miles Pruitt (protagonista en Staggerford, al que se hace referencia A Green Journey, The Love Hunter y The New Woman); Agatha McGee (en Staggerford, A Green Journey, Dear James, The Staggerford Flood y The New Woman); Larry Quinn (en The Love Hunter y Rookery Blues) y Frank Healy (en North of Hope y The New Woman).

### Novelas
- Staggerford (1977)
- Simon's Night (1979)
- The Love Hunter (1981)
- A Green Journey (1985)
- Grand Opening (1987)
- North of Hope (1990)
- Dear James (1993)
- Rookery Blues (1995)
- The Dean's List (1998)
- The Staggerford Flood (2002)
- The Staggerford Murders (2004)
- The New Woman (2005)

### Recopilación de relatos cortos
- Keepsakes and Other Stories (2000)
- Rufus at the Door and Other Stories (2000)

### No ficción
- Saint John's in Pictures - Introduction (1994)
- My Staggerford Journal (1999)
- Good People... from an Author's Life (2001)
- Stories Teachers Tell (2004)

### Literatura infantil
- Four Miles to Pinecone (1977)
- Jemmy (novel) (1980)

### Antologías
- Inheriting the Land, editado por Mark Vinz y Thom Tammaro ("The Undistinguished Poet", 1993)
- Imagining Home, editado por Mark Vinz y Thom Tammaro ("Remembering Houses", 1995)